# Moras

Moras este o comună din Franța, situată în departamentul Isère, în regiunea Ron-Alpi. 

## Demografie
| 1962 | 1968 | 1975 | 1982 | 1990 | 1999 |
| ---- | ---- | ---- | ---- | ---- | ---- |
| 144  | 167  | 188  | 359  | 339  | 418  |